# Худаферинські мости
Худаферинські мости (перс. پل خداآفرین, азерб. Xudafərin körpüsü) — монументальні середньовічні інженерні споруди (імовірно, XII—XIII ст.), що зв'язують північний і південний береги річки Аракс. Розташований на державному кордоні Ісламської Республіки Іран та Азербайджану. 18 жовтня 2020 року були звільнені від вірменської окупації, яка тривала з 1993 року.

## Історія
Перша письмова згадка про один з Худаферинських мостів належить іранському історику і географу Хамдаллаху Казвіні. Він писав, що міст Худа-Аферін був побудований в 15 році по хіджрі (636 р.) арабським полководцем Бакро ібн Абдуллахом. Відомо, що в 643—644 р. відбувся похід арабського війська в Східне Закавказзя. Однак сучасні історики сумніваються, що араби були здатні одночасно вести війну і зводити міст. Вважають, що, швидше за все, Казвін мав на увазі організацію переправи арабського війська через Аракс з використанням природних скельних виходів. Зведення 15-типролітного мосту відносять тому до набагато пізнішого періоду — XII століттю.
Вчені задавалися питанням: чому при існуючому 15-ти прогоновою мосту, було споруджено (а точніше — відновлений зі старих залишків) також новий 11-пролітний? Його відновлення відбувалося вже в XIII столітті — в епоху Ільханідів і зв'язується з переміщенням величезних людських мас у той період. Справа в тому, що бойові дії Держави Ільханідів із Золотою Ордою відбувалися на територіях розташованих на північному березі Араксу, і тому виникала необхідність переправляти численні війська. Крім того, на півночі були знайдені залишки наметового міста (Аладаг) зі спорудами для знаті. З цього можна зробити висновок, що на зиму Ільханіди здійснювали переходи через Аракс і протягом дуже короткого часу (2-3 дні) їм щороку доводилося в терміновому порядку переправляти на північ великі людські маси, що досягають ста тисяч людей, коней, худобу та багато іншого. Так виникла необхідність для відновлення старого моста поряд з існуючим 15-прогоновим в XIII столітті.

## Конструкція

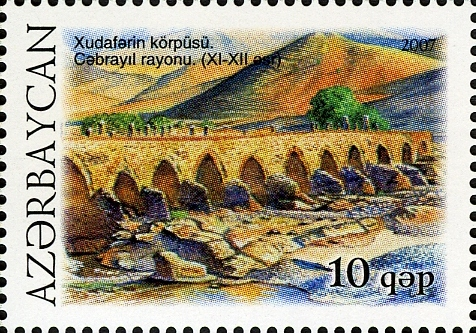
Марка Азербайджану із зображенням Худаферинського моста.

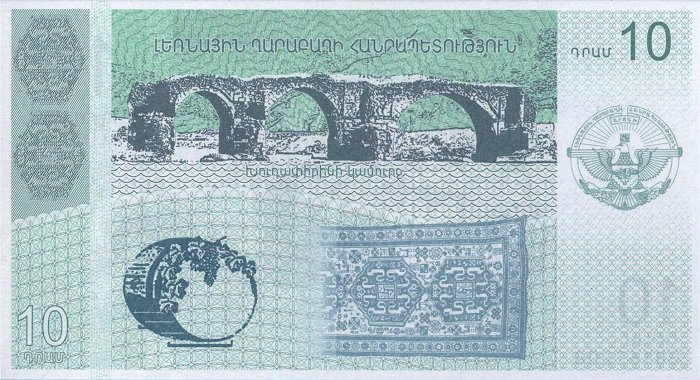
Худаферинські мости на банкноті НКР номіналом 10 Карабаських драм.

Мости розташовані на відстані 800 м один від одного. Один з них, 15-ти пролітний, знаходиться в робочому стані; другий, 11-пролітний — зруйнований (збереглися лише три середніх прогони), і в народі його називають «синиг кьорпу» («зламаний міст»).
Великий міст зведений з використанням річкового кругляку (хвилерізи та склепіння) і квадратно обпаленої цегли (парапет верхньої частини). Як мостові устої використані виключно природні виходи скелі, що позбавило будівельників від необхідності зводити підвалини мосту у водному потоці. Прогони мосту мають різні розміри. Слідуючи структурі рельєфу, міст у плані не прямолінійний, а має певну кривизну.
Довжина великого мосту — близько 200 метрів, ширина — 4,5 метра. Найвища точка моста знаходиться на висоті 10 м над рівнем води. Хвилерізи, що захищають підвалини мосту при підвищенні рівня води, мають у плані трикутні форми і зведені з річкового каменю кругляку. Зі зворотного боку хвилерізи мають напівкруглі обриси.
Малий міст, як і великий, використовує скельні виходи як підвалини і точно так само має різні розміри прольотів. У середній частині річки прольоти мають велику довжину і, відповідно, більш високі, а ближче до берегів прольоти мають менші розміри як по ширині, так і по висоті. Загальна довжина малого мосту — 130 метрів, ширина — 6 метрів, максимальна висота — 12 м над водою.